# Viviani Emerick
Viviani de Castro Emerick (Belo Horizonte, 9 de setembro de 1976) é uma handebolista brasileira.
Ela competiu no torneio feminino nos Jogos Olímpicos de 2000, realizados em Sydney, na Austrália, onde o Brasil terminou em 8.º lugar.